# Andre - Un amico con le pinne
Andre - Un amico con le pinne (Andre), è un film statunitense del 1994, diretto da George Trumbull Miller.

## Trama
La famiglia Whitney adotta un cucciolo di foca rimasto orfano, il quale, dopo lo svezzamento, darà molti problemi alla sua famiglia adottiva; la situazione avrà ampio risalto nei media, i quali porteranno il caso alla ribalta.